# Parque Interlagos

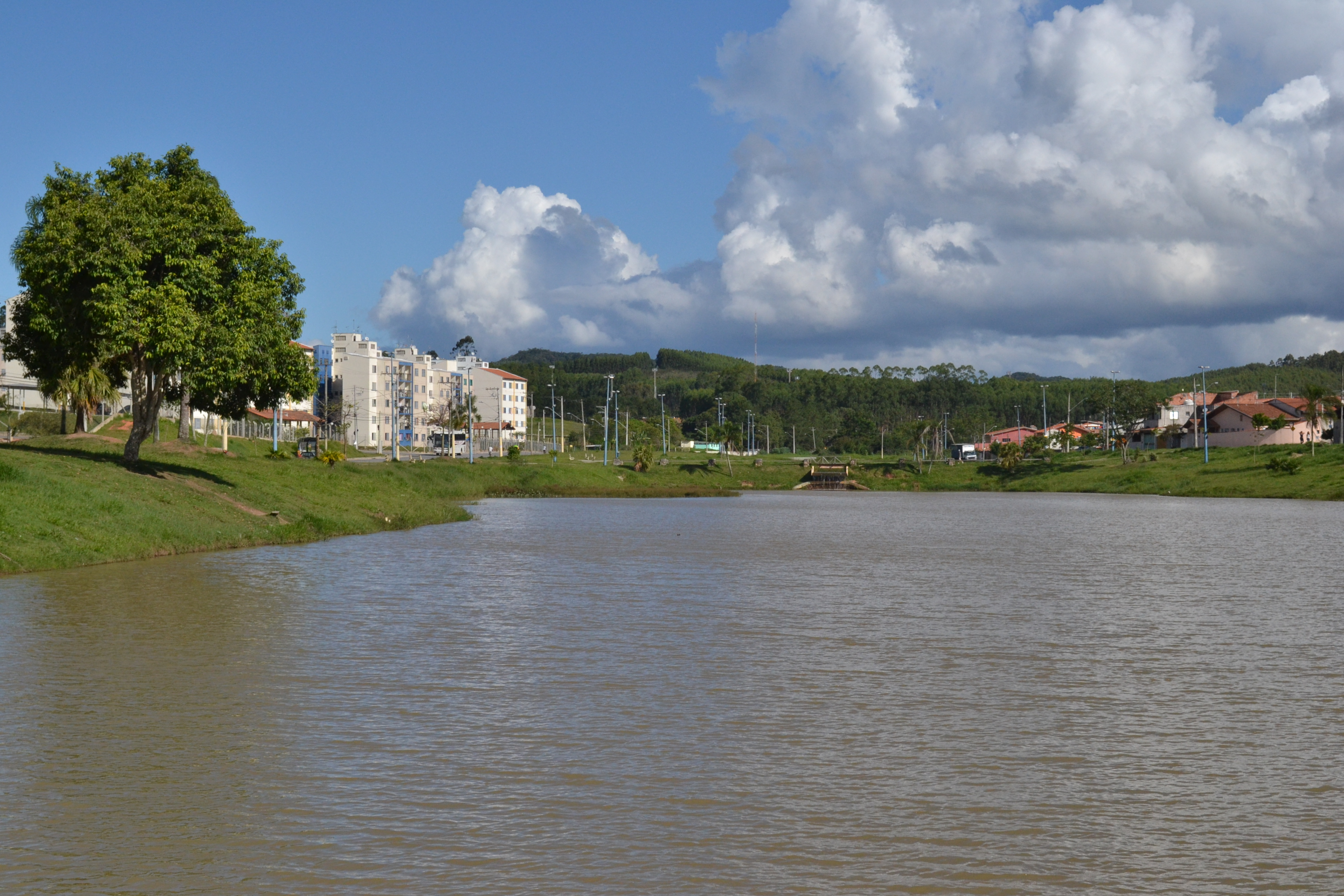
Lagoa Ayrton Senna da Silva

O Parque interlagos é um bairro localizado na região sul do município brasileiro de São José dos Campos, no estado de São Paulo. Possui diversas áreas de lazer como academia ao ar livre, pista de skate, pista de caminhada e um parque natural.

## Inauguração
O Bairro Parque Interlagos foi inaugurado no dia 22 de setembro de 1985. Na sua inauguração, houve muitas atrações, como campeonatos de futebol, de pipas, de malha, de vôlei, pedalinhos, rodeio, etc. O prefeito de São José dos Campos era o Robson Marinho e ele esteve presente na inauguração da pedra e hasteamento da bandeira.

## História
O local onde atualmente se encontra o bairro, era inicialmente a propriedade de uma antiga fazenda chamada Aymoré que foi comprada pela prefeitura para que pudesse ser iniciado um loteamento no local. Em 1979, iniciou-se a terraplenagem, dando início ao loteamento Parque Interlagos, localizado no Jardim Torrão de Ouro. Naquele tempo, a prefeitura tinha como objetivo construir um condomínio fechado, mas terminou se tornando um bairro popular, com uma natureza privilegiável, pois está cercada por um cinturão verde construído por uma vegetação de cerrado que é muito rica pela sua variedade, apesar de ter um aspecto de vegetação seca. Hoje, existe uma variedade de sítios e chácaras que procuram preservar essa rica natureza. Antes do loteamento, já existia um escola que depois foi transferida para o antigo prédio da Escola Fundamental Ivone Pinheiro de Melo, que seu primeiro nome era Grupo Escolar Torrão de Ouro, sendo antes a sede da antiga fazenda, que em um certo tempo foi um cassino, com uma passagem de tábua entre o lago e o rio, onde as pessoas atravessavam para pescar, caçar, e chegar ao cassino. Um antigo morador do bairro era o vigia e morava nesse prédio.

## Lagoa Ayrton Senna
Após o ano de 2008 a Lagoa Ayrton Senna ganhou uma reforma em sua orla e com isso se tornou o primeiro cartão postal do bairro  e passou a se tornar centro de eventos.